# Трііну Ескен
Трііну Ескен (ест. Triinu Esken; нар. 23 липня 1992, Пярну, Естонія) — естонська футболістка, воротар. Виступала за молодіжну жіночу збірну Естонії (WU-19).

## Клубна кар'єра
Футбольну кар'єру розпочала 2006 року в «Нимме Калью». З 2007 по 2011 рік виступала за клуб Мейстерліги ФК «Флора» (Таллінн).
9 та 16 жовтня 2013 року взяла участь у двох матчах «Пярну» в 1/8 фіналу жіночої Ліги чемпіонів УЄФА проти «Вольфсбурга», які програли відповідно з рахунками 0:14 і 0:13. У першій грі вийшла на заміну, а в другій — відіграла понад 90 хвилин.
У травні 2014 року у складі «Пярну» перемогла у фіналі кубку Естонії «Таммека» (Тарту).
У 2013, 2014 та 2015 роках вона вигравала чемпіонат Естонії у футболці «Пярну».

## Кар'єра в збірній
У 2007 році виступала в першому кваліфікаційному раунді дівочому чемпіонату Європи (WU-17) у складі дівочої збірної Естонії (WU-17) як воротар.
У вересні 2010 року провела два поєдинки за молодіжну жіночу збірну Естонії (WU-19).